# 达尼埃尔·福谢
达尼埃尔·福谢（法語：Daniel Fauché，1966年12月22日—），法国男子赛艇运动员。他曾代表法国参加1992年、1996年和2000年夏季奥林匹克运动会赛艇比赛，获得一枚银牌。